# Episodi di My Lady Jane
Gli episodi della serie TV My Lady Jane sono stati distribuiti sul circuito internazionale il 27 giugno 2024, tramite la piattaforma streaming Amazon Prime Video. 
| nº | Titolo originale             | Titolo italiano                    | Pubblicazione  |
| -- | ---------------------------- | ---------------------------------- | -------------- |
| 1  | Who'll Be The Next In Line?  | La linea di successione            | 27 giugno 2024 |
| 2  | Wild Thing                   | Creatura selvaggia                 | 27 giugno 2024 |
| 3  | With A Girl Like You         | Con una come te                    | 27 giugno 2024 |
| 4  | Bluebird Is Dead             | L'innocenza è morta                | 27 giugno 2024 |
| 5  | I'm Gonna Change the World   | Io cambierò il mondo               | 27 giugno 2024 |
| 6  | I Feel Free                  | Sentirsi liberi                    | 27 giugno 2024 |
| 7  | Another Girl, Another Planet | Un'altra ragazza, un altro pianeta | 27 giugno 2024 |
| 8  | God Save The Queen           | Dio salvi la Regina                | 27 giugno 2024 |

## La linea di successione
- Titolo originale: Who'll Be The Next In Line?
- Diretto da: Jamie Babbit
- Scritto da: Gemma Burgess

### Trama
Quando il padre di Jane, Henry Grey, muore senza eredi maschili, suo prozio, il Duca di Leicester, eredita tutto. Leicester desidera che Jane sposi Lord Guildford Dudley. Jane e la sua serva Susannah tentano di fuggire dal matrimonio forzato di Jane con Guildford, ma vengono catturate. Susannah riesce a fuggire, rivelandosi un'Ethiana. Il re Edoardo VI prepara il suo testamento, nominando segretamente Jane come sua erede. Il cane di Edoardo, Petunia, si rivela un'Ethiana, inviata dalla sua bisnonna a proteggerlo. Edoardo scopre di non soffrire, come pensava, di una malattia conosciuta come l'Afflizione, ma di essere stato invece lentamente avvelenato. Durante la cerimonia di matrimonio, Jane finge di essere malata.

## Creatura selvaggia
- Titolo originale: Wild Thing
- Diretto da: Jamie Babbit
- Scritto da: Gemma Burgess

### Trama
Jane porta a termine la cerimonia di matrimonio con Guildford. Scopre che Guildford è un Ethian, ma incapace di controllare le sue trasformazioni: di notte è un uomo, di giorno un cavallo. Lui la supplica di trovare una cura.
Intanto Edward scopre un mercante che vende tofana (veleno). Maria e Seymour tramano per accelerare la morte del re. Seymour accusa Lord Dudley di essere l’avvelenatore di Edoardo e Dudley viene rinchiuso nella Torre di Londra.

## Con una come te
- Titolo originale: With A Girl Like You
- Diretto da: Jamie Babbit
- Scritto da: Shepard Boucher, Gemma Burgess, Meredith Glynn

### Trama
Edoardo scompare e si presume che si sia gettato da una finestra in preda alla disperazione per la sua malattia. Jane e Guildford si addentrano nei boschi per liberare Susannah, dopo aver ricevuto una lettera anonima di riscatto.
Seymour invia soldati per uccidere Jane e Guildford. Jane scopre che la lettera era in realtà un inganno per ottenere denaro a favore degli Ethian. I due riescono a sfuggire al tentativo di omicidio. Jane viene proclamata regina.
La sorella minore di Jane, Katherine, sposa il Duca di Leicester. La più giovane, Margaret, lo soffoca a morte con una pera. Frances copre l’omicidio.

## L'innocenza è morta
- Titolo originale: Bluebird Is Dead
- Diretto da: Stefan Schwartz
- Scritto da: Cathy Lew

### Trama
Jane e Guildford scoprono prove che Maria e Seymour hanno complottato per uccidere Edoardo. Quando Jane affronta Maria, quest’ultima la aggredisce e distrugge le prove. Frances assiste alla trasformazione di Guildford in cavallo.

## Io cambierò il mondo
- Titolo originale: I'm Gonna Change the World
- Diretto da: Stefan Schwartz
- Scritto da: Bisanne Masoud

### Trama
Lady Margaret Beaufort, bisnonna di Edoardo e ora membro di un ordine religioso, si prende cura di lui fino a rimetterlo in salute. Lord Dudley fa pressione su Jane perché nomini Guildford come suo re. Maria accetta di nominare Lord Norfolk suo cancelliere quando salirà al trono, in cambio dell’uso dell’esercito di Norfolk.
Jane scioglie le guardie di Kingsland e invita gli Ethian al banchetto per la sua incoronazione. Dopo essere stata minacciata da Frances, Jane consuma il matrimonio con Guildford. Bess tenta di fuggire con Petunia, ma viene catturata da Seymour. Margaret rivela a Edoardo che lui è un Ethian, proprio come lei. Jane dice a Guildford che il suo Ethianismo non può essere curato.

## Sentirsi liberi
- Titolo originale: I Feel Free
- Diretto da: Stefan Schwartz
- Scritto da: Alyssa Lerner

### Trama
Maria, per evitare l’arresto, fugge. Guildford scappa con un Ethian che gli promette una cura. Archer, rappresentante degli Ethian, salva Jane da un tentativo di assassinio.
Edoardo, incapace di trasformarsi in Ethian, si rende conto che Margaret è folle quando lei gli rivela il suo piano di sterminare tutti i Verity. Con l’aiuto di Fitz, un Ethian, riesce a fuggire. Archer e Norfolk si giocano il destino della oppressiva Division Law (Legge di Divisione) in una partita di bowling: Archer vince.
Guildford viene aggredito dal suo compagno Ethian, ma riesce a salvarsi. Jane abolisce la Division Law. Maria, Norfolk e Seymour prendono il controllo del palazzo e arrestano Jane.

## Un'altra ragazza, un altro pianeta
- Titolo originale: Another Girl, Another Planet
- Diretto da: Stefan Schwartz
- Scritto da: Gemma Burgess, Meredith Glynn

### Trama
Jane viene posta agli arresti domiciliari. Guildford si intrufola oltre le guardie per salvarla, ma lei rifiuta di fuggire perché la sua famiglia è tenuta in ostaggio da Maria. Inizia il processo contro Jane con l’accusa di alto tradimento. Bess interviene a suo favore, sostenendo che stava solo eseguendo le disposizioni del testamento del re.
Edoardo si introduce di nascosto nel palazzo e sorprende Jane nella sua stanza. Lei lo manda via, incaricandolo di radunare un esercito per combattere Maria. Il consiglio dichiara Jane innocente, ma le guardie catturano Guildford subito dopo il loro incontro.
Maria e Seymour portano Rupert, lo stalliere, torturato fino a rivelare che Guildford è un Ethian, e poi lo stesso Guildford in forma di cavallo. Jane e Guildford vengono condannati a morte per aver violato la Division Law, nuovamente in vigore.

## Dio salvi la Regina
- Titolo originale: God Save The Queen
- Diretto da: Jamie Babbit
- Scritto da: Gemma Burgess, Meredith Glynn

### Trama
Jane viene portata nella Torre di Londra. Maria uccide Norfolk quando questi critica il suo comportamento tirannico. Edoardo e Fitz implorano gli Ethian di aiutarli a combattere contro Maria.
Durante l’esecuzione di Jane e Guildford, gli Ethian volanti attaccano il boia e le guardie. Susannah libera Jane, che corre tra la folla per sciogliere Guildford dal palo prima che il fuoco lo raggiunga, ma non riesce a slegarlo. Guildford riesce finalmente a controllare la sua trasformazione.
Lord Dudley e Stan aprono la via perché Jane possa fuggire cavalcando Guildford. Nell’epilogo, si scopre che Bess è segretamente un Ethian. Frances e Katherine rimangono ostaggi di Maria. Stan e Frances ricominciano la loro relazione. Katherine sposa in segreto William, figlio di Lord Seymour. Fitz ed Edoardo si baciano. Jane e Guildford decidono di riprendersi il trono.